# Эквы

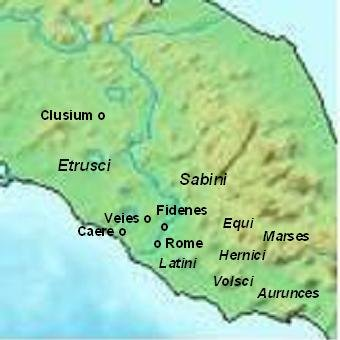
Область расселения эквов, марсов, герников, латинян, сабинян в центральной Италии.

Э́квы (лат. Aequi) — в древности горное италийское племя, населявшее долины Толена и Верхнего Аниена и западный берег Фуцинского озера между областями сабинян, латинян, марсов и герников.
Эквы, живя на юг и запад от Рима, с большим успехом отстаивали свою свободу и самостоятельность, долго воевали с римлянами, и были покорены в 302 году до н. э.
В V и IV вв. до н. э. эквы, нередко в союзе с вольсками, вели непрерывные войны с римлянами.
Воспользовавшись галльским нашествием 390 года до н. э., эквы год спустя собрали войско и вторглись в римские владения, где приступили к осаде города Болы. Однако на помощь осаждённым вовремя явился Марк Фурий Камилл и разгромил осаждающих. В следующем году (388 до н. э.) Камилл совершил стремительный и разрушительный рейд в страну эквов, ввиду чего нанёс последним настолько серьёзный урон, что эквы на почти 100 лет пропали из упоминания в письменных источниках.
В 304 году до н. э. их область (страна) была окончательно завоёвана, причём римляне взяли 41 город (вернее, 41 местечко). В числе более значительных городов упоминаются Карсеолы, город неподалёку от сабинской границы, в суровой местности, на Валериевой дороге, ведущей к Адриатическому морю, впоследствии римская колония, и Альба Фуценция (позднее присоединённая к области марсов). Небольшая часть области эквов была известна под именем лат. Aequiculani (с лат. — «малые эквы») и политически считалась муниципием. Вопрос о племенном происхождении эквов признаётся спорным: одни видят в них племя, родственное вольскам, другие причисляют их к оскам.